# Религия в Катаре
Религия в Катаре (2022)
 Ислам (65,5 %) Христианство (15,4 %) Индуизм (14 %) Буддизм (3 %) Другие (2 %)
Ислам — государственная религия Катара. Согласно переписи 2004 года, 77.5% населения составляли мусульмане, 8.5% — христиане и 14% "других" (в основном приверженцев индуизма и других индийских верований). Согласно данным на 2010 год, собранным Pew Forum, 67.7% населения Катара составляют мусульмане, 13.8% — индуисты, 13.8% — христиане, 3.1% — буддисты, 0.7% — приверженцы других верований и 0.9% не придерживаются никаких религиозных взглядов.

## Ислам
В Катаре среди мусульманского население преобладают сунниты над шиитами. В правительстве Катара имеется Министерство по делам ислама. Ислам в Катаре — государственная религия. Преподавание ислама является обязательным для мусульман в финансируемых государством школах.
Катар — одно из двух ваххабитских государств на Аравийском полуострове. Вторым таким является Саудовская Аравия.

## Христианство
Ватикан оценивает католическое меньшинство Катара в 11% от всего населения. Большинство католиков — сезонные рабочие из Филиппин. Кроме того в стране есть православные и протестантские церкви.

## Индуизм и буддизм
Иммигранты, работающие в Катаре, из Индии и Юго-Восточной Азии преимущественно практикуют индуизм и буддизм.